# Tyler Ennis (Eishockeyspieler)
Tyler Foster Ennis (* 6. Oktober 1989 in Edmonton, Alberta) ist ein ehemaliger kanadischer Eishockeyspieler. Der linke Flügelstürmer verbrachte im Verlauf seiner aktiven Karriere zwischen 2005 und 2024 unter anderem je ein Jahr bei den Minnesota Wild, Toronto Maple Leafs und Edmonton Oilers sowie zwei Jahre bei den Ottawa Senators und acht weitere in der Organisation der Buffalo Sabres in der National Hockey League (NHL), wo er insgesamt 724 Spiele absolvierte. Mit der kanadischen Nationalmannschaft gewann Ennis bei der Weltmeisterschaft 2015 die Goldmedaille.

## Karriere
Ennis spielte während seiner Juniorenzeit für die Medicine Hat Tigers in der Western Hockey League (WHL), mit denen er in der Saison 2006/07 die Meisterschaft in Form des President’s Cup gewann. Beim NHL Entry Draft 2008 wurde der Flügelstürmer in der ersten Runde an insgesamt 26. Stelle von den Buffalo Sabres aus der National Hockey League (NHL) ausgewählt. Er blieb zunächst jedoch in der Juniorenliga. Am 27. Februar 2009 erzielte Ennis bei einem 6:2-Sieg gegen die Prince Albert Raiders alle sechs Tore für sein Team. Damit verfehlte er den bisherigen WHL-Rekord nur um ein Tor.

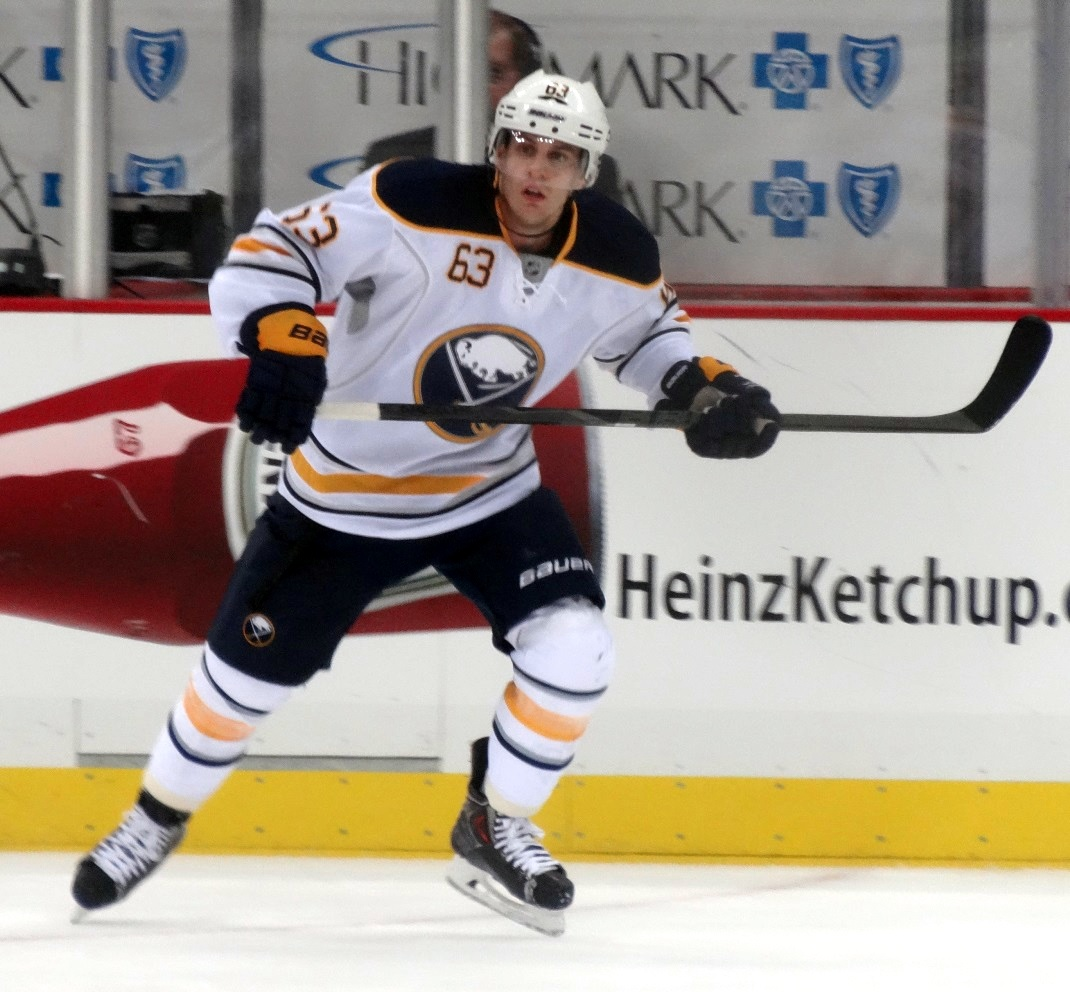
Ennis im Trikot der Buffalo Sabres (2013)

Sein Debüt in der NHL gab er noch im selben Jahr im November 2009 in einem Spiel gegen die Philadelphia Flyers, in dem er auch sein erstes Tor erzielte. Trotzdem schickten ihn die Sabres nach dem Spiel zu den Portland Pirates in die American Hockey League (AHL) zurück, wo er den Großteil der restlichen Spielzeit verbrachte. Ende März wurde er wieder nach Buffalo geholt, um dort den Rest des Spieljahres zu verbringen. Am Ende der AHL-Saison 2009/10 gewann der Stürmer den Dudley „Red“ Garrett Memorial Award als bester AHL-Rookie der Saison. Ab der NHL-Saison 2010/11 gehörte Ennis zum Stammkader der Buffalo Sabres. Für das NHL All-Star-Game 2011 wurde er als einer von zwölf Rookies nominiert, die an der Honda NHL SuperSkills Competition teilnahmen. Der Offensivakteur beendete seine Rookie-Saison in der National Hockey League mit 20 Toren und insgesamt 49 Scorerpunkten. Zusätzlich erzielte er in den folgenden sieben Play-off-Partien Buffalos vier Punkte.
In der anschließenden Saison verpasste Tyler Ennis aufgrund zwei separater Verletzungen am linken Knöchel insgesamt 34 Partien und beendete die Spielzeit mit 34 Punkten in 48 Spielen. Für die Dauer des Lockouts in der NHL-Saison 2012/13 wurde der Stürmer im September 2012 vom Schweizer Klub SCL Tigers verpflichtet, kehrte danach aber nach Buffalo zurück und verlängerte im Sommer 2014 seinen auslaufenden Vertrag um weitere fünf Jahre. Nach insgesamt acht Jahren in Buffalo gaben ihn die Sabres im Juni 2017 samt Marcus Foligno und einem Drittrunden-Wahlrecht im NHL Entry Draft 2018 an die Minnesota Wild ab. Im Gegenzug wechselten Jason Pominville, Marco Scandella und ein Viertrunden-Wahlrecht für denselben Draft nach Buffalo. In der Folge verbrachte der Angreifer eine Spielzeit in Minnesota, ehe ihn das Management im Juni 2018 gemäß den Regularien auf den Waiver setzte, um ihm die letzten beiden Jahre seines Vertrages ausbezahlen zu können.
Im Juli 2018 unterzeichnete Ennis einen Einjahresvertrag bei den Toronto Maple Leafs. Ebenfalls als Free Agent wechselte er im Juli 2019 zu den Ottawa Senators. Dort spielte er jedoch nur bis zur Trade Deadline im Februar 2020, als er im Tausch für ein Fünftrunden-Wahlrecht im NHL Entry Draft 2021 an die Edmonton Oilers abgegeben wurde. Im Oktober wurde er von seinem Ex-Team Ottawa Senators für ein Jahr verpflichtet, die seinen auslaufenden Vertrag im Juli 2022 nicht verlängerten. Daraufhin wechselte der Kanadier im Oktober 2022 nach zehn Jahren abermals in die Schweiz, wo er im SC Bern einen neuen Arbeitgeber für die Saison 2022/23 fand. Genau zwölf Monate später wechselte Ennis zu den Adler Mannheim aus der Deutschen Eishockey Liga (DEL), nachdem er über den Sommer vertragslos gewesen war und kein Angebot aus Nordamerika erhalten hatte. Für die Adler absolvierte der Stürmer allerdings nur sieben DEL-Partien, da er sich im November 2023 eine schwere Nackenverletzung zuzog und seine aktive Laufbahn daraufhin Mitte Januar 2024 mit sofortiger Wirkung für beendet erklärte.

### International
Bei der U20-Junioren-Weltmeisterschaft 2009 gewann er mit der kanadischen U20-Nationalmannschaft vor heimischem Publikum in Ottawa die Goldmedaille. Mit sieben Scorerpunkten in sechs Spielen hatte der Stürmer maßgeblichen Anteil am Titelgewinn. Gleiches gelang ihm im Seniorenbereich bei der Weltmeisterschaft 2015 in Tschechien. Dort punktete Ennis in zehn Turnierspielen sechsmal. Unter anderem erzielte er auch das spielentscheidende Tor im Finale gegen Russland zur zwischenzeitlichen 2:1-Führung.

## Erfolge und Auszeichnungen
| - 2007 President’s-Cup-Gewinn mit den Medicine Hat Tigers - 2008 Teilnahme am CHL Top Prospects Game - 2008 WHL East First All-Star-Team - 2008 Brad Hornung Trophy - 2009 WHL East First All-Star-Team - 2009 Brad Hornung Trophy | - 2010 Teilnahme am AHL All-Star Classic - 2010 AHL All-Star Classic MVP - 2010 AHL All-Rookie Team - 2010 Dudley „Red“ Garrett Memorial Award - 2011 Teilnahme an der NHL All-Star Game SuperSkills Competition |

### International
- 2009 Goldmedaille bei der U20-Junioren-Weltmeisterschaft
- 2015 Goldmedaille bei der Weltmeisterschaft

## Karrierestatistik

### International
Vertrat Kanada bei:
- World U-17 Hockey Challenge 2006
- U20-Junioren-Weltmeisterschaft 2009
- Weltmeisterschaft 2015

(Legende zur Spielerstatistik: Sp oder GP = absolvierte Spiele; T oder G = erzielte Tore; V oder A = erzielte Assists; Pkt oder Pts = erzielte Scorerpunkte; SM oder PIM = erhaltene Strafminuten; +/− = Plus/Minus-Bilanz; PP = erzielte Überzahltore; SH = erzielte Unterzahltore; GW = erzielte Siegtore; 1 Play-downs/Relegation; Kursiv: Statistik nicht vollständig)